# زينيت (صاروخ)

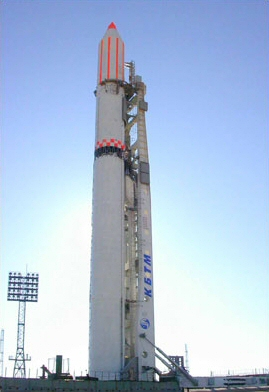
زينيت-2 في بايكونور 10 ديسمبر 2001

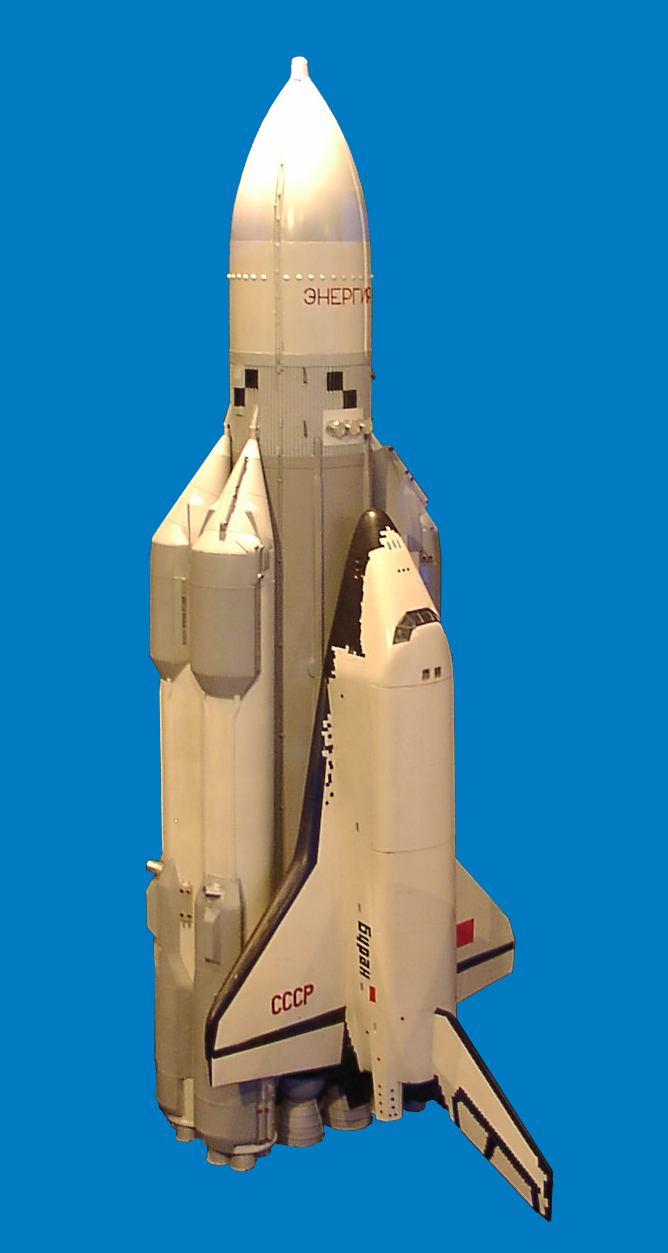
صواريخ تحفيز نوع زينيت تعمل كمرحلة أولى على إنرجيا (صاروخ).

زينيت Zenit هو صاروخ روسي استخدم بين 1976 وعام 1985 كمرحلة أولى للصاروخ إنرجيا (صاروخ)حيث سمي آنذاك زينيت-1، ثم زوّد بمرحلة ثانية ليصبح صاروخ حامل. 
يصنع صاروخ زينيت بصفة أساسية في أوكرانيا ولذلك يعتبر أوكرانيا بعد انفصال الاتحاد السوفيتي، ولا زالت المحركات تصنع في روسيا. ويستخدم صاروخ زينيت من روسيا لإطلاق أقمارا صناعية للأغراض العسكرية وأخرى لاستطلاعات الأرض، ومن المرجح استبداله مستقبلا بصاروخ أنجارا (صاروخ) الروسي.
يعتبر زينيت أحدث التقنيات في روسيا وأوكرانيا. كما تستخدم صواريخ أطلس الأمريكية محركا من زينيت المعدلة من نوع RD-180.

## زينيت-2
وهو صاروخ ذو مرحلتين ويقع وسطيا في قدرته بين سويوز الذي يستطيع حمل 7 طن إلى مدار منخفض حول الأرض وصاروخ بروتون الذي يستطيع حمل 21 طن من بايكونور. تم أول إقلاع في 13 أبريل 1985 ولا يزال هذا النوع في الاستخدام. يبلغ ارتفاع زينيت-2 نحو 57 متر ويبلغ قطره 9 و3 متر وتبلغ كتلته الكلية 460 طن.
تحتوي المرحلة الأولى على أربعة غرف للأحتراق من نوع RD-171
تولد دفعا عند سطح الأرض يقدر بنحو 7259 كيلو نيوتن وهي اقوي محركات صاروخية تبنى حتى الآن. تفوق 
RD-171 قدرة المحرك الصاروخي 
F-1 المستخدم في ساتورن 5 الأمريكي، كما يستخدم نوع ذو غرفتين للاحتراق RD-180 في بعض صواريخ ساتورن 5، وأطلس 5، ويوجد محرك جديد من نوع RD-191 ذو غرفة احتراق واحدة سوف تستخدم في الصاروخ الجديد أنجارا (صاروخ).
تستخدم المرحلة الأولى من زينيت أحيانا في إنرجيا (صاروخ).
المرحلة الثانية من زينيت تحوتوي على المحرك 
RD-120 (مع عدم خلطها ب RD-0120 للإنرجيا) كمحرك رئيسي مع أربعة محركات RD-8 لتنظيم التوجيه. وتعمل المرحلة الأولى والثانية ب الهيدروجين السائل وكيروسين. وزود الصاروخ زينيت نظام مواءة للتوجيه يمكن به تصحيح العوامل العارضة مثل تاثير الرياح وتوجيهها من الأرض.
استخدت صواريخ زينيت-2 في 37 إقلاع تمت 28 منها بنجاح حتى يوليو 2007، وبعد انفصال الاتحاد السوفيتي قل إنتاجه.

## زينيت-3
زينيت-3 هو صاروخ ذو ثلاث مراحل وقد صمم بغرض وضع أقمارا صناعية في مدار متزامن حول الأرض. وقد يني الصاروخ وأعطي التسمية «إقلاع من البحر» Zenit-3SL حيث تعني SL اختصارا ل Sea Launch. يستخدم لإقلاع الصاروخ منصة عائمة تسحب حتى مكان الإقلاع كيريتيماتي القريب من خط الاستواء مما يزيد من قدرة حمل الصاروخ عنه بالنسبة لمكان أقلاع بايكونور، ويبلغ الحمولة عندئذ 6 طن.
تناظر المرحلتان الأولتان مرحلتي زينيت 2 مع تعديلات طفيفة، وأما المرحلة الثالثة فقامت بإنتاجها المؤسسة الروسية RKK Energija على أساس Blok DM من صاروخ بروتون ولكنها تعمل بالكيروسين والأكسجين السائل. تبلغ حمولة الصاروخ 5 طن ومع بعض التعديلات يمكنها حمل 6 طن.

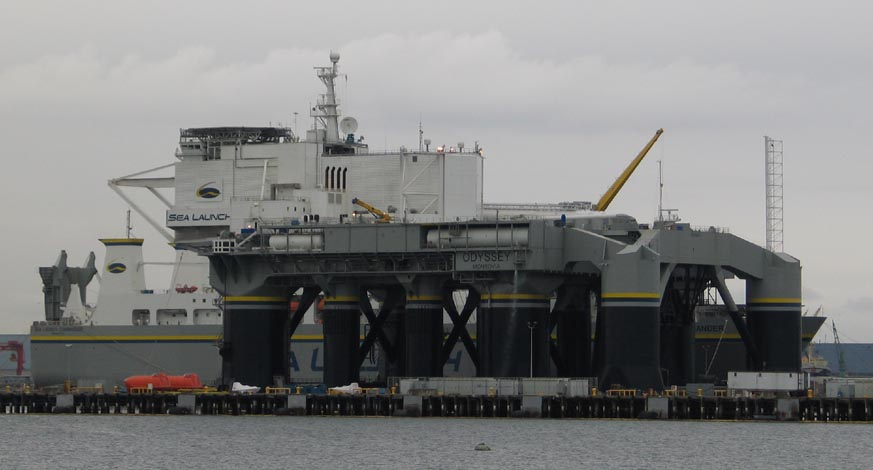
منصة عائمة للإقلاع من البحر لونج بيتش، كاليفورنيا.

كان أول إقلاع لزينت -3 إس إل حاملا دمية قمر صناعي في 28 مارس 1999. وقام الصاروخ Zenit-3SL
بالإفلاع 30 مرة حتى تاريخ فبراير 2011، فشل منها طلعتان. ونظرا لعدم تواجد مكان القلاع على الأرض داخل روسيا فلا تتطبق عليه اشاراطات كوكوم Cocom. يتكلف إطلاق الصاروخ نحو 90 مليون دولار أمريكي.
للإطلاق من الأرض ينتظر تعديل الصاروخ ليصبح Zenit-3SLB وسيكون قابلا للإقلاع من بايكونور بغرض توصيل أقمارا صناعية إلى مدار متزامن، وتناظر مرحلتيه الأولتان الصاروخ زينيت- 2 إم، ويمكنها الإقلاع من منصة زينيت-2.
وبسبب موقع بايكونور بالنسبة لخطوط العرض تنخفض حمولة الصاروخ إلى 6 و3 طن للوصول إلى مدار متزامن، ولكن الإطلاق من الأرض أقل تكلفة عن الإطلاق من البحر.

## خصائص الصاروخ زينيت
| النوع                                      | Zenit-1               | Zenit-2               | Zenit-3SL           | Zenit-2SLB           | Zenit-3SLB           |
| ------------------------------------------ | --------------------- | --------------------- | ------------------- | -------------------- | -------------------- |
| كتلة الإقلاع (طن)                          | 372,6                 | 460                   | 472                 | 450–460              | 462–466              |
| أقصى ارتفاع متر                            | 39,46                 | 57                    | 59,6                | 57,4                 | 58,65                |
| مكان الإقلاع                               | بايكونور              | Baikonur              | منصة بحرية "أوديسي" | بايكونور             | بايكونور             |
| الحمولة (طن) (مدار منخفض، نحو 200 كيلومتر) | -                     | 13,7                  | 6,1 (أسباب بنائية)  | 13,920               | 5 (أسباب بنائية)     |
| الحمولة (طن) (مدار متزامن)                 | –                     | –                     | 6,066               | –                    | 3,6                  |
| الحمولة طن (مدار متزامن)                   | –                     | –                     | 2,9                 | –                    | ?                    |
| أول إقلاع                                  | 15. مايو 1987         | 13. أبريل1985         | 28. مارس 1999       | –                    | 28. أبريل2008        |
| . المرحلة 1                                |                       |                       |                     |                      |                      |
| المحرك                                     | RD-170                | RD-171                | RD-171              | RD-171               | RD-171               |
| ارتفاع (m)                                 | 39,46                 | ?                     | 32,9                | 32,9                 | 32,9                 |
| قطر (m)                                    | 3,9                   | 3,9                   | 3,9                 | 3,9                  | 3,9                  |
| الكتلة (طن)                                | 372,6 (فارغ 65,6)     | 352,7 (فارغ 33,9)     | 354,58              | 354,35 (فارغ 27,564) | 354,35 (فارغ 27,564) |
| الدفع (الأقصى) (كيلو نيوتن)                | 7259 (7908 في الفضاء) | 7259 (7908 في الفضاء) | 7259                | 7259                 | 7259                 |
| زمن الاشتعال (s)                           | ~ 135                 | ?                     | ~ 144               | 140–150              | 140–150              |
| الوقود                                     | أكسجين سائل/كيروسين   | LOX/Kerosin           | LOX/Kerosin         | LOX/Kerosin          | LOX/Kerosin          |
| المرحلة-2                                  |                       |                       |                     |                      |                      |
| المحرك                                     | –                     | RD-120 + RD-8         | RD-120 + RD-8       | RD-120 + RD-8        | RD-120 + RD-8        |
| الطول (m)                                  | –                     | ?                     | 10,4                | 10,4                 | 10,4                 |
| قطر (m)                                    | –                     | 3,9                   | 3,9                 | 3,9                  | 3,9                  |
| الكتلة (طن)                                | –                     | 89,9 (فارغ 9,3)       | 90,76               | 90,85 (فارغ 8,367)   | 90,79 (فارغ 8,307)   |
| الدفع (الأقصى) (كيلو نيوتن)                | –                     | 834 + 78              | 912 + 79,5          | 912 + 79,5           | 912 + 79,5           |
| زمن الاشتعال (ثانية)                       | –                     | ?                     | ~ 360               | 300–1.100            | 360–370              |
| الوقود                                     | –                     | أكسجين سائل/كيروسين   | LOX/Kerosin         | LOX/Kerosin          | LOX/Kerosin          |
| المرحلة-3                                  |                       |                       |                     |                      |                      |
| المحرك                                     | –                     | –                     | 11D58M              | –                    | 11D58M               |
| الطول (m)                                  | –                     | –                     | 5,93                | –                    | 5,93                 |
| قطر (m)                                    | –                     | –                     | 3,7                 | –                    | 3,7                  |
| [[الكتلة(طن)                               | –                     | –                     | 19,7                | –                    | 17,8 (فارغ 3,2)      |
| الدفع (الأقصى) (كيلو نيوتن)                | –                     | –                     | 79,5                | –                    | 79,5                 |
| زمن الاشتعال (ثانية)                       | –                     | –                     | ~ 700               | –                    | ~ 600                |
| الوقود                                     | –                     | –                     | أكسجين/كيروسين      | –                    | LOX/Kerosin          |
| غطاء الحمولة                               |                       |                       |                     |                      |                      |
| طول (m)                                    | –                     | 13,7                  | 11,39               | 13,7                 | 10,4                 |
| قطر (m)                                    | –                     | 3,9                   | 4,15                | 3,9                  | 4,1                  |

- LOX/Kerosin : أكسجين سائل/كيروسين

## إطلاقات قامة
بحسب التخطيط في: 14 مايو 2011
| تاريخ الإطلاق، والساعة (توقيت عالمي منسق) | النوع                 | مكان الإقلاع | الحمولة     | نوع الحمولة         | المدار¹     | ملحوظات      |
| ----------------------------------------- | --------------------- | ------------ | ----------- | ------------------- | ----------- | ------------ |
| 18. يوليو 2011                            | زينيت-3 إف /فريجات-SB | بايكونور     | سبكتر-أر إس | تلسكوب فضائي        | مدار متزامن | بحسب التخطيط |
| أغسطس 2011                                | زينيت-3SLB            | بايكونور     | إنتلسات 18  | قمر صناعي للاتصالات | مدار متزامن | بحسب التخطيط |

## اقرأ أيضا
- سويوز
- إنرجيا (صاروخ)
- أطلس 5
- ساتورن 5
- أريان 5
- أنجارا (صاروخ)